# Puccinellia mendozina
Puccinellia mendozina là một loài thực vật có hoa trong họ Hòa thảo. Loài này được (Hack.) Parodi miêu tả khoa học đầu tiên năm 1962.